# إثيريدغ ونايت
إثيريدغ ونايت (بالإنجليزية: Etheridge Knight)‏ هو شاعر أمريكي، ولد في 19 أبريل 1931 في كورينث في الولايات المتحدة، وتوفي في 10 مارس 1991 في إنديانابوليس في الولايات المتحدة بسبب سرطان الرئة.

## وصلات خارجية
- إثيريدغ ونايت على موقع الموسوعة البريطانية (الإنجليزية)
- إثيريدغ ونايت على موقع ميوزك برينز (الإنجليزية)
- إثيريدغ ونايت على موقع إن إن دي بي (الإنجليزية)
- إثيريدغ ونايت على موقع ديسكوغز (الإنجليزية)